# Episodi di Die Rosenheim-Cops (quattordicesima stagione)
La quattordicesima stagione della serie televisiva Die Rosenheim-Cops è stata trasmessa in anteprima in Germania dalla ZDF tra il 7 ottobre 2014 e il 21 aprile 2015.
| nº | Titolo originale              | Titolo italiano | Prima TV Germania | Prima TV Italia |
| -- | ----------------------------- | --------------- | ----------------- | --------------- |
| 1  | Traumhochzeit mit Todesfall   | inedito         | 7 ottobre 2014    | inedito         |
| 2  | Ritters letzte Fahrt          | inedito         | 14 ottobre 2014   | inedito         |
| 3  | Mord unter Freunden           | inedito         | 21 ottobre 2014   | inedito         |
| 4  | Ein Star, ein Bild, ein Mord  | inedito         | 28 ottobre 2014   | inedito         |
| 5  | Zu Tode meditiert             | inedito         | 4 novembre 2014   | inedito         |
| 6  | Mord in der Waschstraße       | inedito         | 11 novembre 2014  | inedito         |
| 7  | Aumanns letzte Stunde         | inedito         | 18 novembre 2014  | inedito         |
| 8  | Mozarts kleiner Bruder        | inedito         | 25 novembre 2014  | inedito         |
| 9  | Thors Hammer                  | inedito         | 2 dicembre 2014   | inedito         |
| 10 | Ein Callcenter unter Verdacht | inedito         | 9 dicembre 2014   | inedito         |
| 11 | Der Tote hinter der Tonne     | inedito         | 16 dicembre 2014  | inedito         |
| 12 | Eine Leiche zum Bier          | inedito         | 23 dicembre 2014  | inedito         |
| 13 | Zu Tode gefahren              | inedito         | 30 dicembre 2014  | inedito         |
| 14 | Tod auf der Walz              | inedito         | 6 gennaio 2015    | inedito         |
| 15 | Endlich tot                   | inedito         | 13 gennaio 2015   | inedito         |
| 16 | Vergiftetes Glück             | inedito         | 20 gennaio 2015   | inedito         |
| 17 | Schnäppchenjagd mit Leiche    | inedito         | 27 gennaio 2015   | inedito         |
| 18 | Eiskalt abserviert            | inedito         | 10 febbraio 2015  | inedito         |
| 19 | Mord in der Molkerei          | inedito         | 17 febbraio 2015  | inedito         |
| 20 | Der König kommt               | inedito         | 24 febbraio 2015  | inedito         |
| 21 | Ein Abgang mit Blubb          | inedito         | 3 marzo 2015      | inedito         |
| 22 | Zu Tode gesteigert            | inedito         | 10 marzo 2015     | inedito         |
| 23 | Tot im Netz                   | inedito         | 17 marzo 2015     | inedito         |
| 24 | Der Tod schreibt mit          | inedito         | 31 marzo 2015     | inedito         |
| 25 | Das mysteriöse Geräusch       | inedito         | 7 aprile 2015     | inedito         |
| 26 | In Schönheit sterben          | inedito         | 14 aprile 2015    | inedito         |
| 27 | Tödliche Märchenstunde        | inedito         | 21 aprile 2015    | inedito         |